# Bratislav Ristić (bokser)
Bratislav Ristić (serb. Братислав Ристић, ur. 1 kwietnia 1954) – jugosłowiański bokser, wicemistrz mistrzostw świata w 1978 i mistrzostw Europy z 1975.
Wystąpił w wadze koguciej (do 54 kg) na mistrzostwach Europy w 1973 w Belgradzie, lecz odpadł w ćwierćfinale. Na kolejnych mistrzostwach Europy w 1975 Katowicach wywalczył srebrny medal w wadze piórkowej (do 57 kg). W finale pokonał go Węgier Tibor Badari. Na igrzyskach olimpijskich w 1976 w Montrealu dotarł do ćwierćfinału wagi piórkowej, w którym pokonał go Leszek Kosedowski. Odpadł w pierwszej walce na mistrzostwach Europy w 1977 w Halle po przegranej z Wiktorem Rybakowem z ZSRR.
Zdobył srebrny medal w tej wadze na mistrzostwach świata w 1978 w Belgradzie. Pokonał m.in. Wiktora Rybakowa w ćwierćfinale. W finale zwyciężył go Ángel Herrera z Kuby. Wywalczył brązowy medal na igrzyskach śródziemnomorskich w 1979 w Splicie.
Ristić był mistrzem Jugosławii w wadze piórkowej w 1975, 1976 i 1977 oraz brązowym medalistą w wadze lekkiej (do 60 kg) w 1981.